# Mike Komisarek
Michael „Mike” Komisarek (ur. 19 stycznia 1982 w West Islip, Nowy Jork) – amerykański hokeista pochodzenia polskiego, reprezentant USA. Trener hokejowy.

## Życie prywatne
Jego ojciec, Roman Komisarek, w wieku 24 lat wyemigrował do USA i założył warsztat samochodowy na Long Island. Po kilku latach sprowadził żoną Katarzynę. Matka zmarła 29 listopada 2005 na raka trzustki w wieku 51 lat. Mike ma młodszą siostrę, Joannę, absolwentkę Boston College i pracuje w Nowym Jorku. W domu rodzinnym Komisarków mówi się po polsku i Mike porozumiewa się w języku ojczystym. Jest absolwentem University of Michigan.

## Kariera klubowa
- New England Jr. Coyotes (1998-1999)
- USNTDP Juniors (1999-2000)
- U.S. National U18 Team (2000)
- Michigan Wolverines (2000-2002)
- Montreal Canadiens (2002-2009)
  -  Hamilton Bulldogs (2002-2005)
- Toronto Maple Leafs (2009-2013)
- Toronto Marlies (2013)
- Carolina Hurricanes (2013-2014)

Wychowanek klubu Suffolk PAL Sound. Jego trenerem i wychowawcą hokejowym był Alexei Nikiforov (pierwotnie Aleksejus Nikiforovas, ojciec Vladimira). Występował w akademickiej drużynie Michigan Wolverines, na uniwersytecie University of Michigan. Po ukończeniu studiów został wybrany z 7. numerem w drafcie 2001 r. przez Montreal Canadiens (najwyższy wybór tego klubu w tej edycji). Pierwszy mecz w NHL zagrał 19 lutego 2003 roku w sezonie NHL (2002/2003), zaś pierwszego gola zdobył w swoim 123. meczu w lidze (20 marca 2006 przeciwko Washington Capitals). Słynie z bójek wszczynanych podczas meczów.
Od lipca 2009 zawodnik Toronto Maple Leafs, związany 5-letnim kontraktem. Po czterech meczach sezonu NHL (2012/2013) w marcu 2013 roku został przekazany do klubu farmerskiego Toronto Marlies w lidze AHL. Zwolnienia z drużyny Klonowych Liści oczekiwał sam zawodnik, który nie miał pewnego miejsca w składzie i chciał odbudować formę. Na początku lipca 2013 klub skorzystał z możliwości dokonania wykupienia jego kontraktu i zobowiązał się tym samym do wypłaty mu części wysokości jego wynagrodzenia (rocznie 1 166 667 dolarów przez dwa lata), w wyniku czego Mike Komisarek stał się wolnym zawodnikiem. Od lipca 2013 zawodnik Carolina Hurricanes związany roczną umową. W klubie występował w sezonie NHL (2013/2014). Przed nowym sezonem NHL (2014/2015), we wrześniu 2014 był testowany przez New Jersey Devils, lecz nie został zaangażowany.
Pod koniec 2014 zakończył karierę zawodniczą i podjął pracę asystenta trenera w macierzystym zespole akademickim Michigan Wolverines.

## Kariera reprezentacyjna
W barwach juniorskich kadr USA wystąpił na turniejach mistrzostw świata juniorów do lat 18 w 2000 oraz mistrzostw świata juniorów do lat 20 w 2001 i 2002. W seniorskiej reprezentacji uczestniczył w turniejach mistrzostw świata w 2006 i 2011.

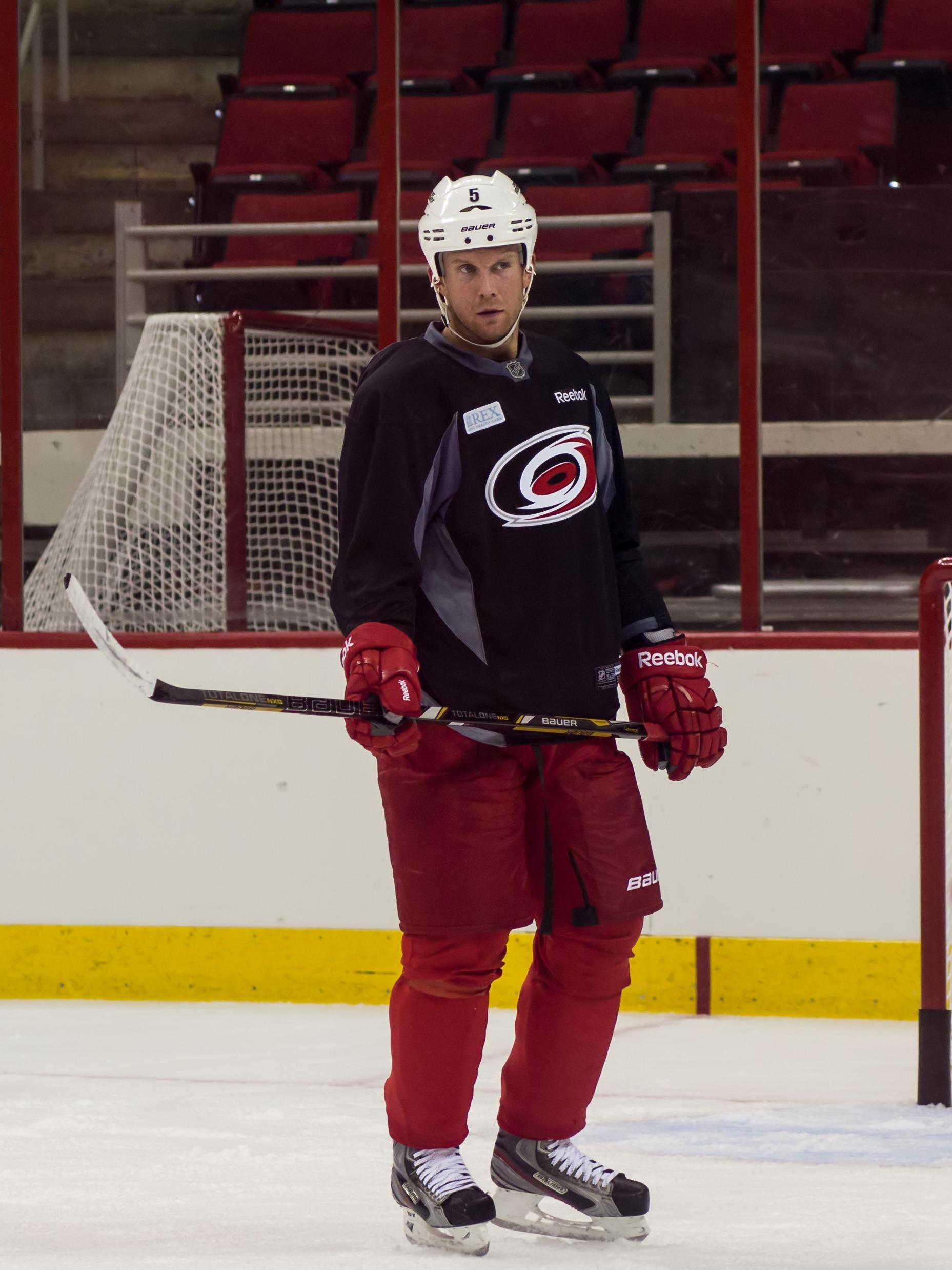
Mike Komisarek w barwach Carolina Hurricanes (2013)

## Sukcesy
Klubowe
- Mistrzostwo NCAA (CCHA): 2002
- Mistrzostwo dywizji AHL: 2003, 2004 z Hamilton Bulldogs
- Mistrzostwo konferencji AHL: 2003 z Hamilton Bulldogs
- Mistrzostwo w sezonie regularnym AHL: 2003 z Hamilton Bulldogs
- Mistrzostwo dywizji w NHL: 2008 z Montreal Canadiens

Indywidualne
- NCAA (CCHA) 2001/2002:
  - Najlepszy defensywny obrońca sezonu
  - Pierwszy skład Amerykanów
- NHL (2002/2003):
  - NHL All-Rookie Team
- NHL (2008/2009):
  - NHL All-Star Game[21] (25 stycznia 2009 roku w Montrealu)

## Statystyki
| 2000–01    | Michigan Wolverines | CCHA       | 41  | 4  | 12 | 16 | 77  | -- | -- | -- | -- | -- |
| 2001–02    | Michigan Wolverines | CCHA       | 39  | 11 | 19 | 30 | 68  | -- | -- | -- | -- | -- |
| 2002–03    | Hamilton Bulldogs   | AHL        | 56  | 5  | 25 | 30 | 79  | 23 | 1  | 5  | 6  | 60 |
| 2002-03    | Montreal Canadiens  | NHL        | 21  | 0  | 1  | 1  | 28  | -- | -- | -- | -- | -- |
| 2003–04    | Hamilton Bulldogs   | AHL        | 18  | 2  | 7  | 9  | 47  | -- | -- | -- | -- | -- |
| 2003-04    | Montreal Canadiens  | NHL        | 46  | 0  | 4  | 4  | 34  | 7  | 0  | 0  | 0  | 8  |
| 2004–05    | Hamilton Bulldogs   | AHL        | 20  | 1  | 4  | 5  | 49  | 4  | 0  | 1  | 1  | 8  |
| 2005-06    | Montreal Canadiens  | NHL        | 73  | 2  | 4  | 6  | 116 | 6  | 0  | 0  | 0  | 10 |
| 2006-07    | Montreal Canadiens  | NHL        | 80  | 4  | 15 | 19 | 116 | -- | -- | -- | -- | -- |
| 2007-08    | Montreal Canadiens  | NHL        | 75  | 4  | 13 | 17 | 101 | 12 | 1  | 2  | 3  | 18 |
| 2008-09    | Montreal Canadiens  | NHL        | 66  | 2  | 9  | 11 | 121 | 4  | 0  | 0  | 0  | 20 |
| 2009-10    | Toronto Maple Leafs | NHL        | 34  | 0  | 4  | 4  | 40  | -  | -  | -  | -  | -  |
| NHL totals | NHL totals          | NHL totals | 395 | 12 | 50 | 62 | 536 | 29 | 1  | 2  | 3  | 56 |